# 科學館道
科學館道（英語：Science Museum Road）是香港九龍油尖旺區尖沙咀東北部的一條街道，鄰近紅磡灣、尖東碼頭、Hotel ICON、香港理工大學、暢運道、康莊道、華懋廣場、麼地道、加連威老道、康宏廣場、尖沙咀公共圖書館、香港消防處總部、香港歷史博物館、香港科學館、新東海商業中心、港晶中心、新文華中心、科學館徑、科學館廣場、香港日航酒店、梳士巴利道、紅磡海底隧道九龍入口等。科學館道雖然是以附近的香港科學館命名，但科學館卻比該道路遲了數年，於1991年才落成。

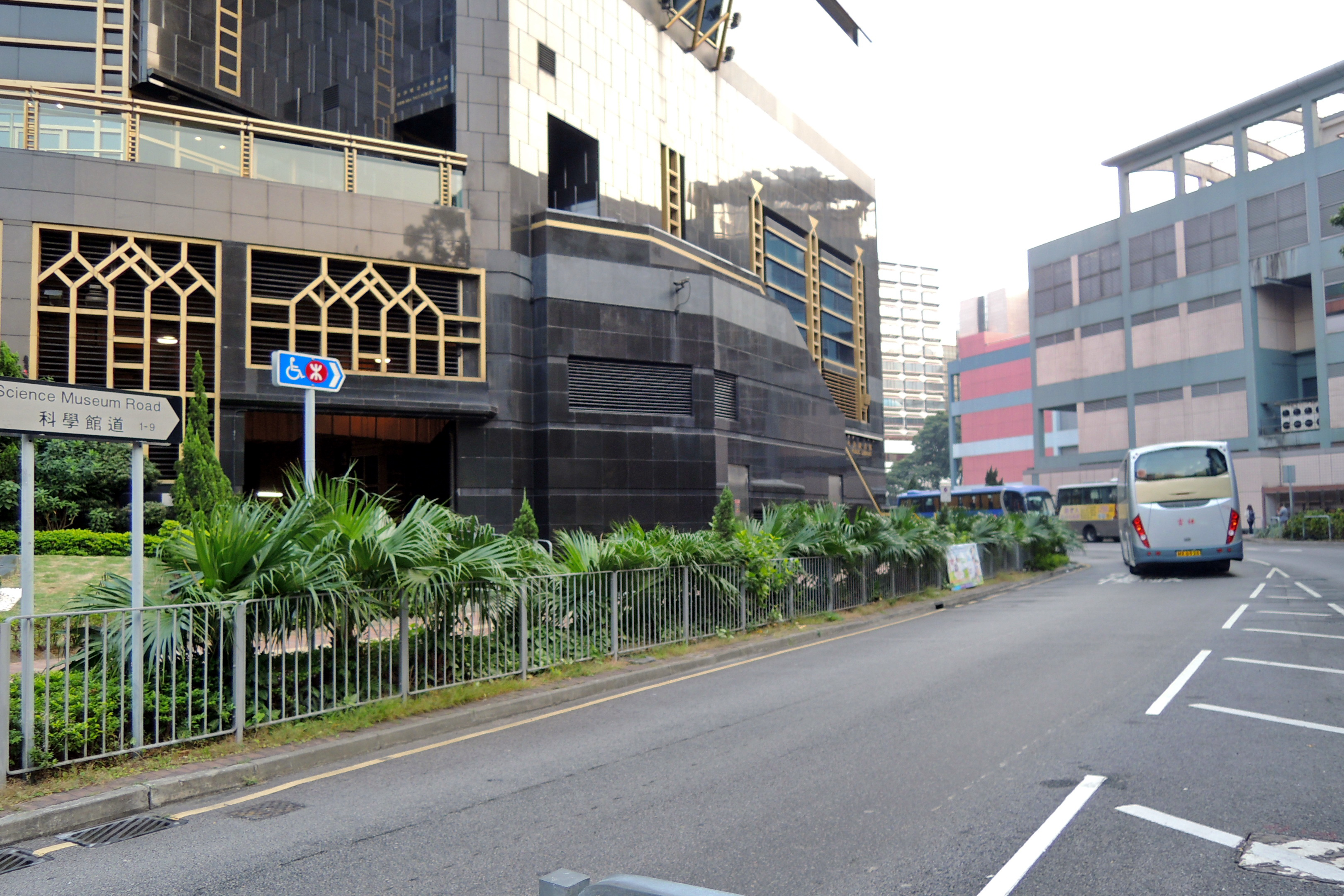
科學館道近暢運道
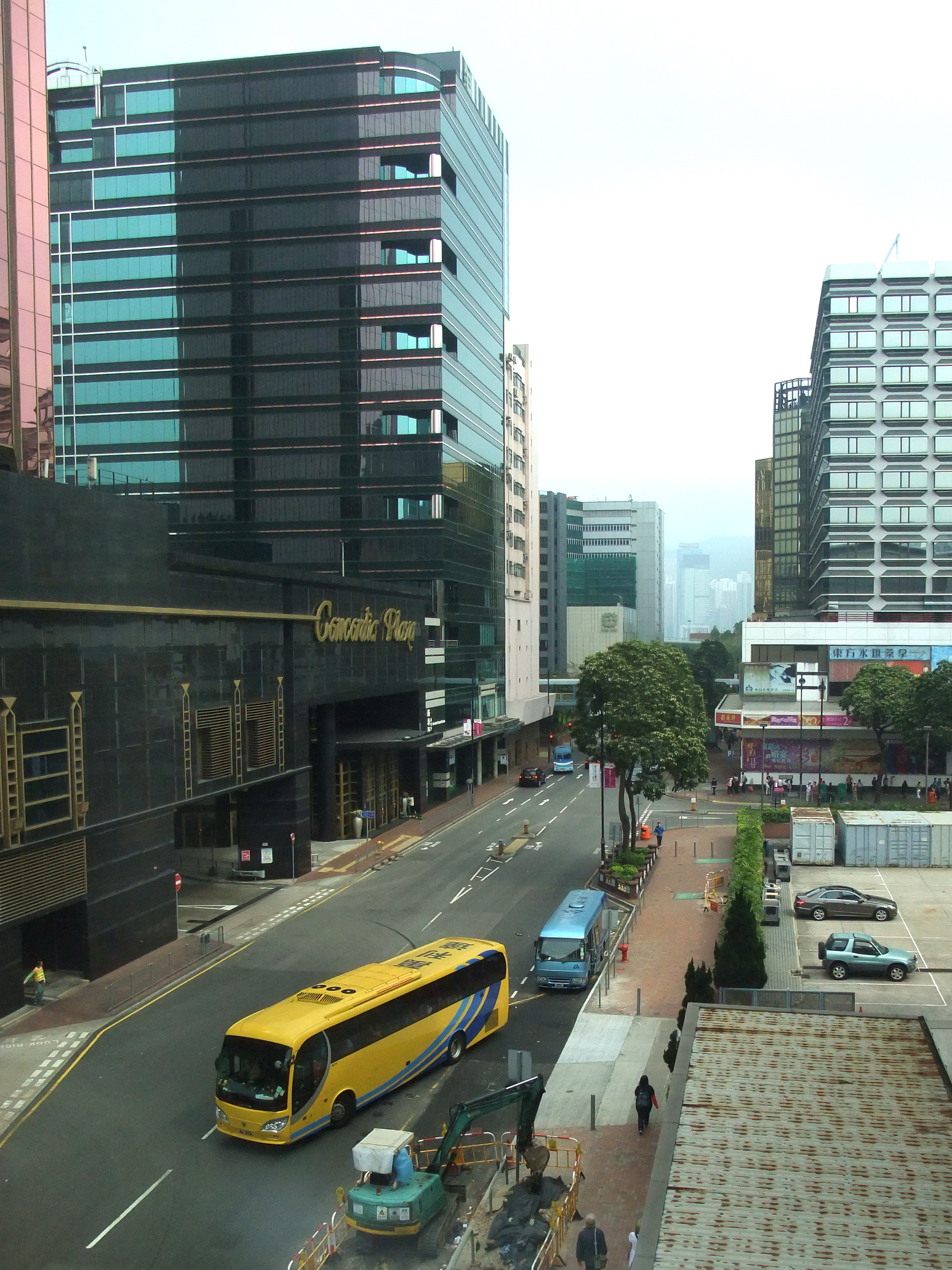
從香港歷史博物館向東南眺望科學館道，左方為康宏廣場
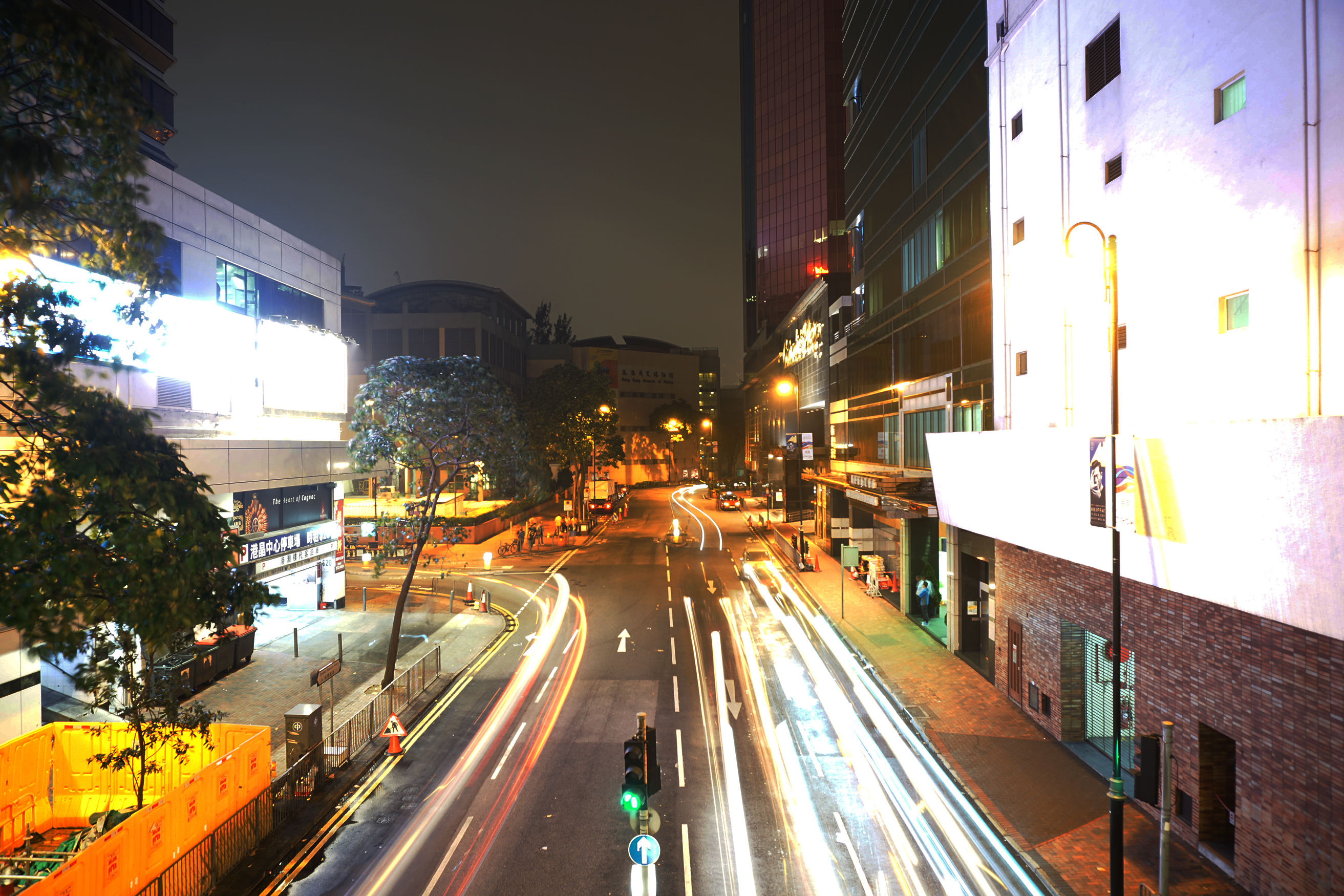
科學館道夜景

## 外部連結
- 科學館道 - 沿路建築物資料 （页面存档备份，存于）